# Завод комплексних добрив у Мериді
Завод комплексних добрив у Мериді — колишній виробничий майданчик на заході Іспанії.
У 1960-х роках в Іспанії почали з'являтись виробництва комплексних добрив, зокрема, один з таких заводів відкрила в 1967 році у Мериді італо-іспанська компанія Rumianca-Siasa. Його річна потужність становила 80 тисяч тонн на рік, втім, є відомості, що станом на початок 1980-х він міг щорічно продукувати 120 тисяч тонн комплексних добрив.
У 1980-му завод придбав один з провідних іспанських хімічних концернів SA Cros.
Наприкінці 1980-х унаслідок злиття SA Cros та іншого потужного гравця іспанської хімічної промисловості добрив Explosivos Rio Tinto виник концерн Ercros, що виділив свій напрям добрив у компанію FESA. Остання вирішила закрити низку заводів, серед яких опинився й майданчик у Меріді, що припинив роботу на початку 1990-х (можливо відзначити, що невдовзі Ercros потрапив у скрутне економічне становище, так що в підсумку заводи добрив, що й далі працювали, перейшли під контроль групи Villar Mir, яка створила для управління ними компанію Fertiberia).